# Truy cập quay số

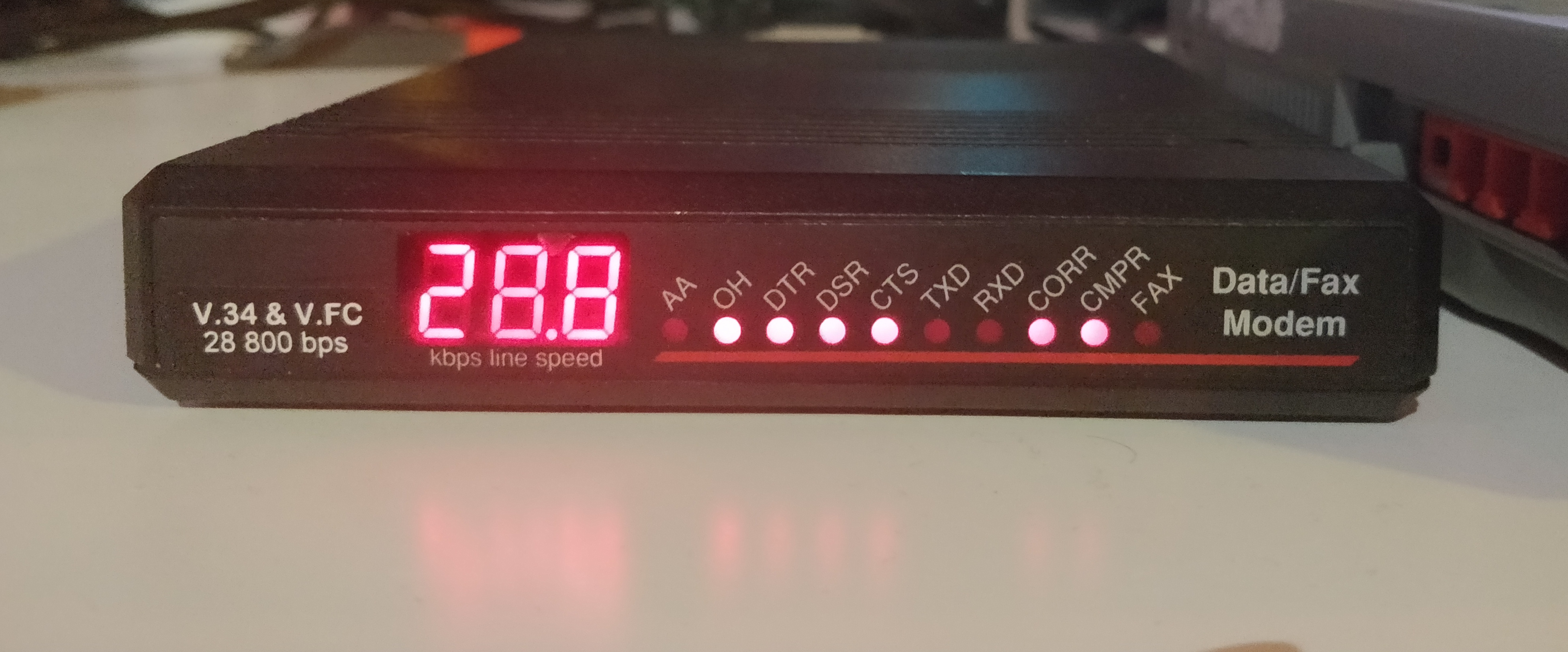
Modem đang hoạt động

Truy cập quay số (Tiếng Anh: dial up) là hình thức truy cập Internet sử dụng các tiện ích của mạng điện thoại chuyển mạch công cộng (PSTN) để thiết lập kết nối với nhà cung cấp dịch vụ Internet (ISP) bằng cách quay số điện thoại trên đường dây điện thoại thông thường. Kết nối quay số sử dụng modem để giải mã tín hiệu âm thanh thành dữ liệu để gửi đến bộ định tuyến hoặc máy tính, và mã hóa tín hiệu từ hai thiết bị sau để gửi đến modem khác.
Truy cập quay số là phương tiện được sử dụng rộng rãi trong kết nối máy tính tới Internet với phương pháp thường dựa vào giao thức truyền thông PPP (point-to- point protocol). Cuối năm 2000, trên ¼ tỷ người đã quay số vào Internet - nhiều gấp 4 lần số truy cập thông qua giao thức khác như: DSL, cáp quang, ISDN modem.

## Lịch sử
Năm 1979, Tom Truscott và Steve Bellovin, sinh viên tốt nghiệp Đại học Duke, đã tạo ra một công cụ tiền thân ban đầu cho truy cập Internet quay số gọi là USENET. USENET là một hệ thống dựa trên UNIX sử dụng kết nối quay số để truyền dữ liệu qua modem điện thoại. Internet quay số đã xuất hiện từ những năm 1980 thông qua các nhà cung cấp công cộng như các trường đại học liên kết với NSFNET. BBC đã thiết lập truy cập Internet thông qua Đại học Brunel ở Vương quốc Anh vào năm 1989. Dial-up được cung cấp thương mại lần đầu tiên vào năm 1992 do các công ty Pipex ở Vương quốc Anh và Sprint ở Hoa Kỳ. Sau khi băng thông rộng thương mại ra đời vào cuối những năm 1990, truy cập Internet quay số trở nên ít phổ biến hơn vào giữa những năm 2000. Nó vẫn được sử dụng ở những nơi không có sẵn các hình thức khác hoặc nơi có chi phí quá cao, như ở một số vùng nông thôn hoặc vùng sâu vùng xa.

## Tính khả dụng

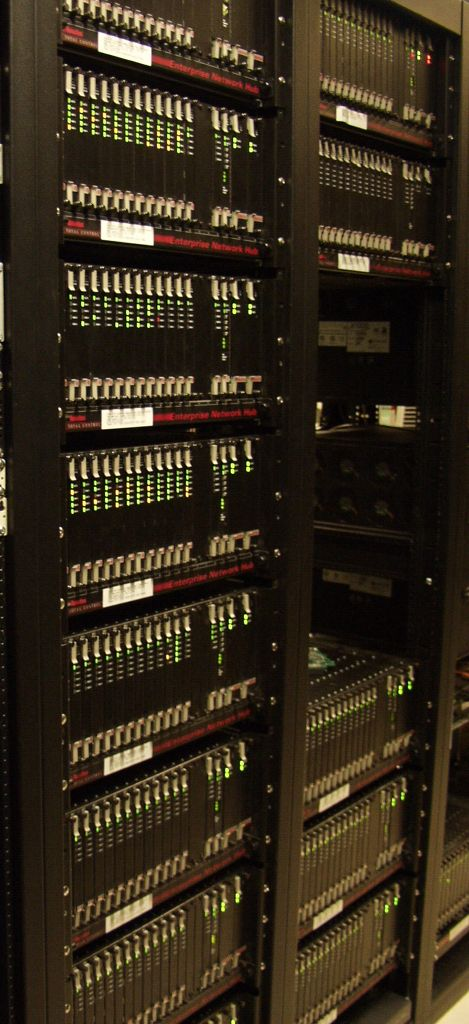
Các ngân hàng modem được ISP sử dụng để cung cấp dịch vụ internet quay số

Kết nối quay số với Internet không yêu cầu cơ sở hạ tầng bổ sung nào khác ngoài mạng điện thoại và các modem và máy chủ cần thiết để thực hiện và trả lời cuộc gọi. Bởi vì khả năng truy cập qua điện thoại được phổ biến rộng rãi, quay số thường là lựa chọn duy nhất dành cho các vùng nông thôn hoặc vùng sâu vùng xa, nơi việc lắp đặt băng thông rộng không phổ biến do mật độ dân số thấp và chi phí cơ sở hạ tầng cao. Truy cập dial-up cũng có thể là một giải pháp thay thế cho người dùng có ngân sách hạn chế, vì nó được cung cấp miễn phí bởi một số ISP, mặc dù băng thông rộng ngày càng có sẵn với giá thấp hơn ở nhiều quốc gia do cạnh tranh thị trường.
Quay số cần thời gian để thiết lập kết nối điện thoại (lên đến vài giây, tùy thuộc vào vị trí) và thực hiện cấu hình để đồng bộ hóa giao thức trước khi có thể truyền dữ liệu. Ở các địa điểm có phí kết nối điện thoại, mỗi kết nối sẽ phát sinh chi phí gia tăng. Nếu các cuộc gọi được tính theo thời gian, thời lượng kết nối sẽ phát sinh chi phí.
Truy cập quay số là một kết nối tạm thời, vì người dùng, ISP hoặc công ty điện thoại chấm dứt kết nối. Các nhà cung cấp dịch vụ Internet thường sẽ đặt giới hạn về thời lượng kết nối để cho phép chia sẻ tài nguyên và sẽ ngắt kết nối người dùng — yêu cầu việc kết nối lại và các chi phí và sự chậm trễ liên quan đến nó. Những người dùng có khuynh hướng kỹ thuật thường tìm cách tắt chương trình tự động ngắt kết nối để họ có thể duy trì kết nối trong nhiều ngày.
Một nghiên cứu của Trung tâm Nghiên cứu Pew năm 2008 cho biết chỉ có 10% người trưởng thành ở Mỹ vẫn sử dụng truy cập Internet quay số. Nghiên cứu cho thấy lý do phổ biến nhất để duy trì quyền truy cập quay số là giá băng thông rộng cao. Người dùng cho rằng thiếu cơ sở hạ tầng là một lý do ít thường xuyên hơn là tuyên bố rằng họ sẽ không bao giờ nâng cấp lên băng thông rộng. Con số đó đã giảm xuống 6% vào năm 2010,  và 3% vào năm 2013.
CRTC ước tính rằng có 336.000 người dùng quay số tại Canada vào năm 2010.

## Được băng thông rộng thay thế
Truy cập Internet băng thông rộng qua cáp, đường dây thuê bao kỹ thuật số, vệ tinh và FTTx đã thay thế truy cập quay số ở nhiều nơi trên thế giới. Kết nối băng thông rộng thường cung cấp tốc độ 700 kbit / s hoặc cao hơn với giá cao hơn 2/3 so với giá quay số trung bình. Ngoài ra, kết nối băng thông rộng luôn được bật, do đó tránh phải kết nối và ngắt kết nối khi bắt đầu và kết thúc mỗi phiên. Băng thông rộng không yêu cầu sử dụng riêng một đường dây điện thoại, do đó người ta có thể truy cập Internet, đồng thời thực hiện và nhận các cuộc gọi thoại mà không cần có đường dây điện thoại thứ hai.
Tuy nhiên, nhiều vùng nông thôn vẫn chưa có Internet tốc độ cao bất chấp sự háo hức của khách hàng tiềm năng. Điều này có thể là do dân số, vị trí, hoặc đôi khi các ISP thiếu quan tâm do ít cơ hội sinh lời và chi phí cao để xây dựng cơ sở hạ tầng cần thiết. Một số ISP quay số đã phản ứng với sự cạnh tranh ngày càng tăng bằng cách giảm tỷ lệ của họ và làm cho quay số trở thành một lựa chọn hấp dẫn cho những người chỉ muốn truy cập email hoặc duyệt Web cơ bản.
Truy cập quay số do vậy đã giảm đáng kể việc sử dụng, với khả năng không còn tồn tại trong tương lai khi nhiều người dùng chuyển sang băng thông rộng.  Năm 2000, khoảng 34% dân số Hoa Kỳ sử dụng quay số, so với 3% vào năm 2013. Một yếu tố góp phần là yêu cầu băng thông của các chương trình máy tính mới hơn, như phần mềm chống vi-rút, tự động tải xuống các bản cập nhật khá lớn trong nền khi kết nối Internet lần đầu tiên được thực hiện. Các quá trình tải xuống nền này có thể mất vài phút hoặc lâu hơn và cho đến khi tất cả các bản cập nhật hoàn tất, chúng có thể ảnh hưởng nghiêm trọng đến lượng băng thông có sẵn cho các ứng dụng khác như trình duyệt Web. Vì băng thông rộng "luôn bật" là tiêu chuẩn được mong đợi bởi hầu hết các ứng dụng mới hơn đang được phát triển,  xu hướng tải xuống nền tự động này dự kiến sẽ tiếp tục ăn mòn băng thông khả dụng của dial-up, gây hại cho các ứng dụng của người dùng truy cập quay số. Nhiều trang web mới hơn hiện nay cũng coi tốc độ băng thông rộng là chuẩn và khi kết nối với tốc độ quay số chậm hơn có thể giảm (hết thời gian chờ) các kết nối chậm hơn này để giải phóng tài nguyên truyền thông. Trên các trang web được thiết kế để thân thiện hơn với quay số, việc sử dụng proxy ngược ngăn không cho quay số thường xuyên bị bỏ qua nhưng có thể gây ra thời gian chờ lâu cho người dùng quay số do bộ đệm được sử dụng bởi proxy ngược để kết nối tốc độ dữ liệu khác nhau. Mặc dù suy giảm nhanh chóng, Internet quay số vẫn tồn tại ở các vùng nông thôn nói trên, và ở nhiều khu vực của các quốc gia đang và kém phát triển.